# Кам'янка (Львів)
Кам'янка — місцевість у Шевченківському районі міста Львова. Розташована між вулицями Шевченка, від вулиці Брюховицької до Бузинової.

## Історія
Колишня назва Баторівка, названа в честь польського короля Стефана Баторія, також існує версія, що назва походить від слова «батяр», як згадує відомий футболіст 1930-х років Олександр Скоцень:
«Влітку я часто їздив з робітникам на Білогорщину, аж ген під селище Баторівку, яку теж називали Батярівка, тому що тут жило багато, як тоді у Львові називали, батярів. Був це елемент, що протягом цілого свого життя жив в колізії з правом і поліцією».
Самостійним селом Баторівка ніколи не була, адміністративно вона належала до Рясної Польської, з приходом радянської влади Баторівку було перейменовано на Кам'янку. До складу Львова, ця територія увійшла у 1958 році.
Кам'янка забудована переважно будинками садибного типу 1930—2000-х років, також є декілька будинків барачного типу 1950-х років, та багатоповерхові будинки 1980-х років на вулицях Біберовича, Ожинова та Порічкова. При вул. Брюховицькій, 35 розташований Львівський фанерний завод (у міжвоєнний період — фабрика дикти «Oikos»). На схід від ділянки залізничної колії «Львів—Гребенне» розташований великий масив дачних селищ. Вздовж залізничної колії пролягають вулиці Вінниця та Холодна, також забудовані будинками садибного типу. Топонім Кам'янка збережений у назві трьох невеличких провулків, бічних до вул. Холодної.

## Релігійні споруди
- Церква Різдва Пресвятої Богородиці (ПЦУ) (вул. Шевченка, 205)/
- Церква Найсвятішого Серця Христового (УГКЦ) (вул. Фещенко-Чопівського, 2а).

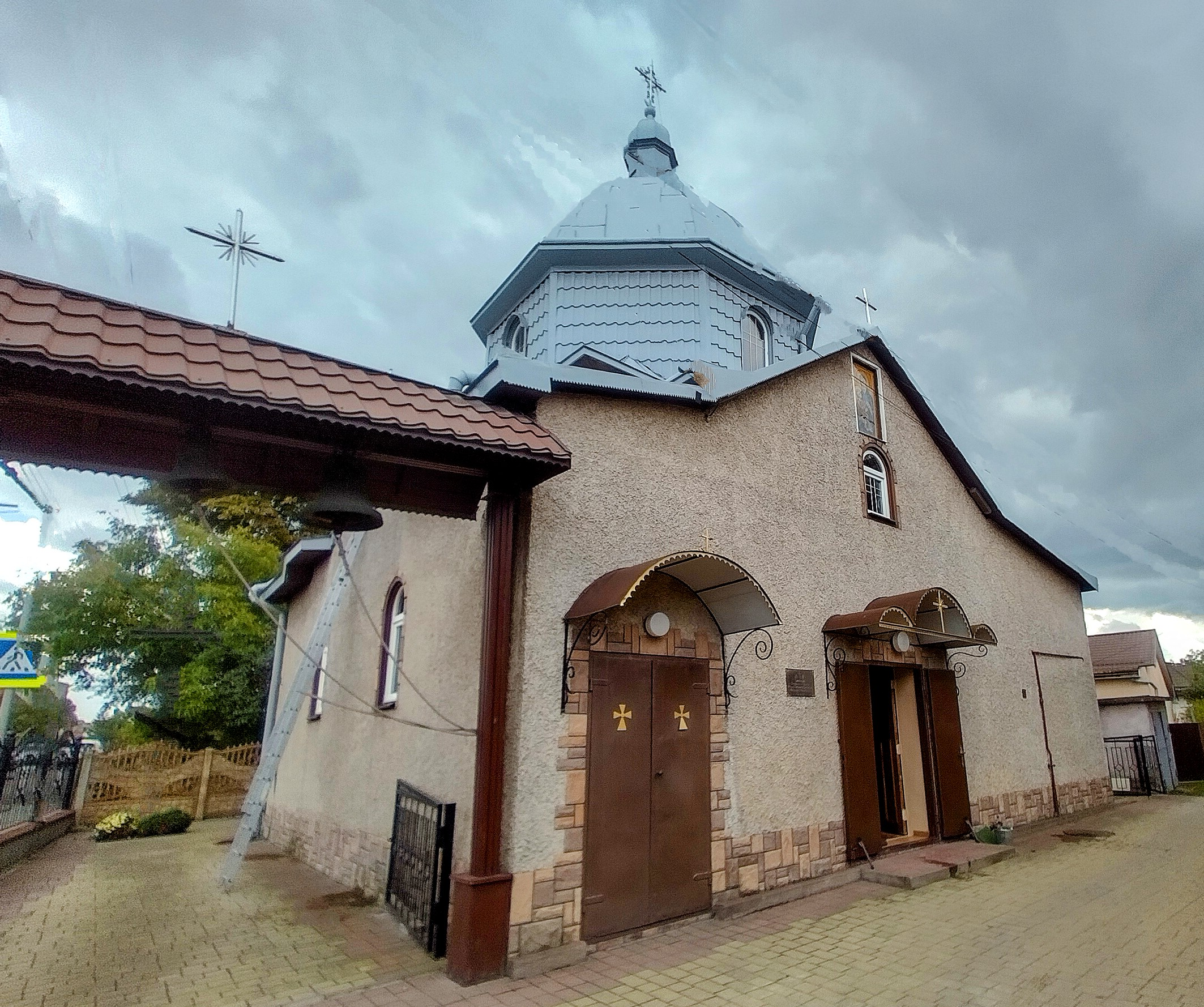
Церква Різдва Пресвятої Богородиці
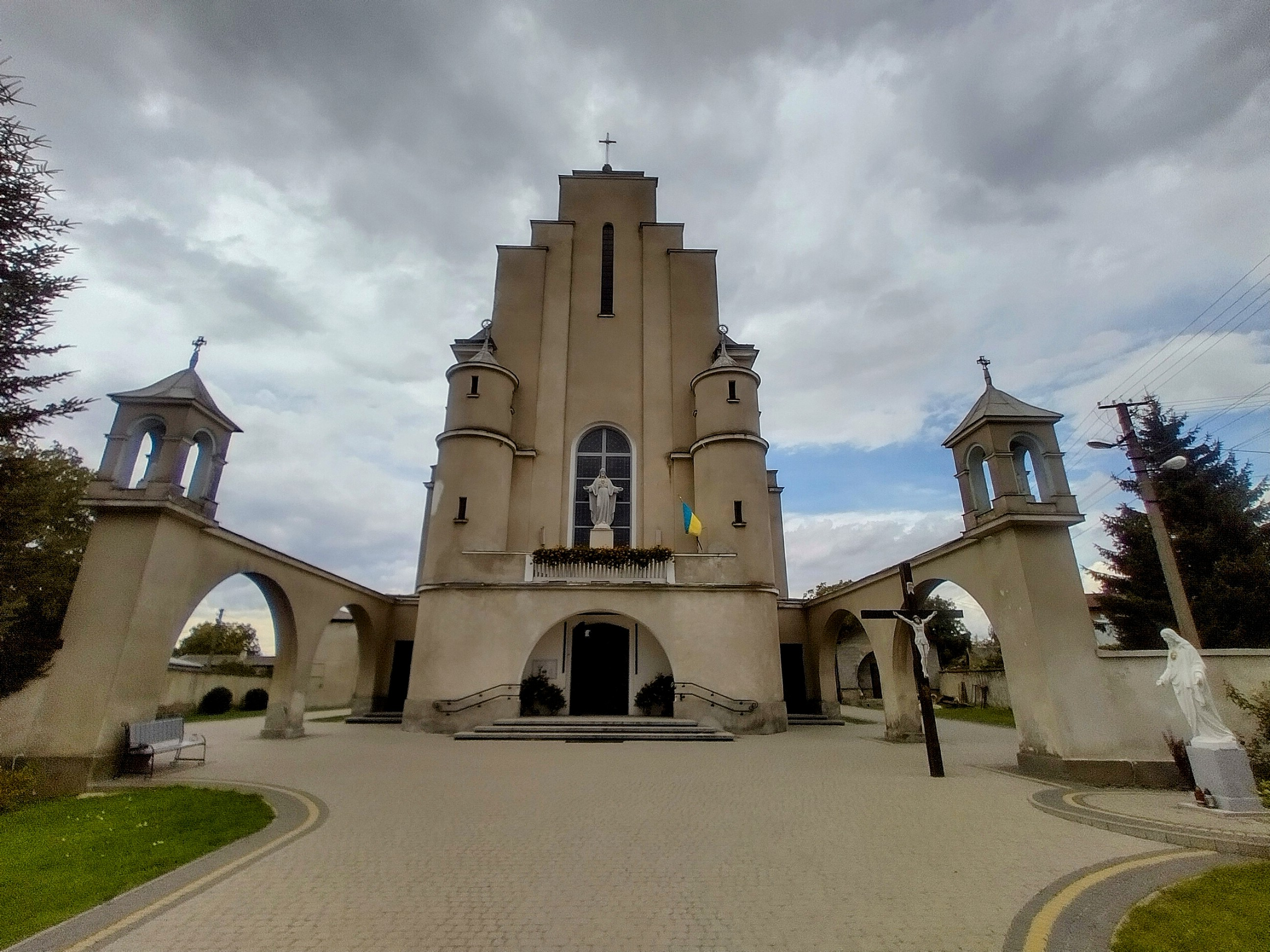
Церква Найсвятішого Серця Христового

## Вулиці
- Аґрусова
- Барбарисова
- Біберовича
- Брюховицька
- Бузинова
- Вершницька
- Горобинна
- Диктова
- Досвітня
- Запашна
- Лугова
- Лучкая
- Нарцисова
- Нарбута
- Ожинова
- Парова
- Порічкова
- Прихильна
- Резедова
- Розлога
- Розсадна
- Світла
- Тіниста
- Фещенка-Чопівського
- Чикаленка
- Чугайстра
- Шевченка
- Винниця
- Холодна